# 立川文学賞
立川文学賞（たちかわぶんがくしょう）は「東京立川こぶしロータリークラブ」が提唱し、立川市民有志によって創設された日本の文学賞である。

## 概要
東京立川こぶしロータリークラブが25周年を迎えることを契機に、文化的な貢献を行おうと2010年に創設した。実行にあたっては立川市、立川商工会議所などと連携し、市民有志による実行委員会により運営されている。
第1回は直木賞作家志茂田景樹を審査委員長として2010～11年に実施され、全国から266作品が集まった
。
　賞金は大賞が30万円、佳作が5万円で、大賞と数点の佳作をまとめて一冊の本として5月に出版した。
第2回は2011～12年に実施され、海外3か国を含む213作品が集まった。
　賞金は大賞が50万円、佳作が5万円、大賞と数点の佳作をまとめて一冊の本として6月に出版した。
第3回は2012～13年に実施され、海外3か国を含む34都道府県より237作品が集まった。
　賞金は大賞30万円、佳作が5万円、大賞と数点の佳作をまとめて一冊の本として6月に出版した。
第4回は2013～14年に実施され、全国３４都道府県より231作品が集まった。
　賞金は大賞30万円、佳作が5万円、大賞と数点の佳作をまとめて一冊の本として6月に出版した。
第5回は2014～15年に実施され、海外3か国を含む全国34都道府県より178作品が集まった。
　賞金は大賞30万円、佳作が5万円、大賞と数点の佳作をまとめて一冊の本として6月に出版した。
第6回は2015～16年に実施され、海外2か国を含む全国37都道府県より182作品が集まった。
　賞金は大賞30万円、佳作が5万円、大賞と数点の佳作をまとめて一冊の本として6月に出版した。
第7回は2016～17年に実施され、全国33都道府より160作品が集まった。
　賞金は大賞30万円、佳作が5万円、大賞と数点の佳作をまとめて一冊の本として6月に出版した。　
受賞作一覧
第1回
- 大賞：三友隆司 「泉光院回国日記～愛染明王の闇～」
- 佳作：勝間田憲男 「一寸先は、光」、柚刀郁茶 「立川トワイライトゾーン」、古橋智 「季節よ、せめて緩やかに流れよ」、一本木凱 「浪人志願」、間零 「靖国越え」

第2回
- 大賞：小出まゆみ　「鋏とロザリオ」
- 佳作：佐々木ゆう　「山を生きる」、児嶋和歌子　「鑪（たたら）の炎は消えて」、三友隆司　「池尻の下女」、間零　「スクラム・ガール」
- 市長特別賞：間零　「スクラム・ガール」

第3回
- 大賞：秋満吉彦「狩野永徳の罠」
- 佳作：中川完治「天覧-近頃、珍しきモノ見たりー」、秋沢一氏「見えない光の夏」、大空美南「政宗の右目に見守られ」、澵井宏彰「基地に咲く花」
- 特別参考作品：三友隆司「丹（あか）い波」
- 市長特別賞：澵井宏彰「基地に咲く花」

第4回
- 大賞：間零「シネマ通りに雨が降る」
- 佳作：蓮見仁「LIFE」、秋山省三「陽の残り」、木山省二「重四郎始末」、難波壱「古い背中」
- 市長特別賞：難波壱「古い背中」

第5回
- 大賞：板床勝美「槍の穂先にて」
- 佳作：蓮見仁「トーキョー・スカイ・ツリー」、木山省二「丁字饅頭」、高岡啓次郎「恥じらう月」
- 市長特別賞：高岡啓次郎「恥じらう月」

第6回
- 大賞：松宮信男「美し過ぎる人」
- 佳作：大森康宏「あるゴーストの独白」、斎藤準「√1」、蓑修吉「鰍突きの夏」
- 市長特別賞：蓑修吉「鰍突きの夏」

第7回
- 大賞：蓮見仁「東京優駿」
- 佳作：浅川舜「オオルリが啼いた」、ふじたごうらこ「茶粥地蔵」、石川祐介「忍び絵師」、紅露冴「トワイライトダイヤル24時」
- 市長特別賞：紅露冴「トワイライトダイヤル24時」